# Daniel Ballart
Daniel Ballart Sans (Barcellona, 17 marzo 1973) è un pallanuotista spagnolo, vincitore di una medaglia d'oro ai giochi olimpici di Atlanta 1996 e di una d'argento ai giochi di Barcellona 1992. Allenatore del Club Natacion Mataró femminile.

## Palmares
- Campionato spagnolo: 2

Barcellona: 1994-95, 1995-96
- Copa del Rey: 4

Mediterrani: 1992-93
Barcellona: 1994-95, 1995-96
Barceloneta: 2003-04
- Supercopa de España: 2

Sabadell: 2002, 2005
- Coppe LEN: 1

Barcellona: 1994-95